# Подригун Олександр Володимирович
Подригун Олександр Володимирович (нар. 23 січня 1972, с. Залужжя, Білогірський район, Хмельницька область, УРСР — пом. 23 лютого 2014, м. Київ, Україна) — учасник Євромайдану. Один із Небесної сотні. Герой України.

## Життєпис
Олександр Подригун народився 23 січня 1972 року у селі Залужжя Білогірського району Хмельницької області. Закінчив місцеву школу, потім Волочиське столярне училище. 
Працював в одній із фірм у селищі міського типу Білогір'ї Хмельницької області. Після банкрутства фірми був призваний до лав Збройних Сил України. 
Після демобілізації не знайшовши роботи у рідному селі поїхав на заробітки до Києва,

### На Майдані
Брав участь у Революції гідності. 21 лютого 2014 року був жорстоко побитий, внаслідок чого отримав важкі тілесні ушкодження. Був знайдений на вулиці Лісовій у Києві з розбитою головою; шпиталізований до однієї з київських лікарень, де і помер 23 лютого 2014 року.
Поховали Олександр у його рідному селі Залужжя Білогірського району Хмельницької області. Залишилась мати Галина, сестра Валентина, дочка Руслана та син Андрій.

## Вшанування пам'яті

### Нагороди
- Звання Герой України з удостоєнням ордена «Золота Зірка» (21 листопада 2014, посмертно) — за громадянську мужність, патріотизм, героїчне відстоювання конституційних засад демократії, прав і свобод людини, самовіддане служіння Українському народу, виявлені під час Революції гідності[1]
- Медаль «За жертовність і любов до України»  (УПЦ КП, червень 2015) (посмертно)[2]
- 8 травня 2016 року відзначений Грамотою Верховного архієпископа Києво-Галицького Святослава (УГКЦ, посмертно).